# Lovability (álbum de ZE:A)
Lovability é o primeiro álbum de estúdio do grupo masculino sul-coreano ZE:A. Foi oficialmente lançado em 17 de março de 2011 e consiste em 12 faixas, incluindo o single Here I Am e a sua versão instrumental.

## Lançamento
Lovability foi oficialmente lançado em 17 de março de 2011, acompanhado do single Here I Am e seu videoclipe. No mesmo dia, o grupo inciou suas promoções para Here I Am no programa musical M Countdown. Poucos dias depois, o grupo realizou um evento showcase para promover o lançamento do álbum.
O líder Moon Jun-young esteve ausente das atividades promocionais do grupo por conta de uma fratura orbital que sofreu durante os ensaios para o retorno do grupo.

## Controvérsias
Durante as promoções do grupo para o álbum, o Ministério da Igualdade de Gênero e Família anunciou que o grupo iria interromper as apresentações ao vivo para a faixa "Be My Girl" após ser banida de várias redes de transmissões musicais sul-coreanas por ser presumivelmente ser considerada imprópria para menores de idade por conta da linha lírica de conotação sexual be my girl tonight (em português:  seja minha garota hoje a noite) introduzida dentro da canção.

## Lista de faixas
| N.º            | Título                     | Letras                                         | Música                          | Duração |  |
| 1.             | "Teen Love"                | Kevin Kim                                      | Lee Yoo-jin                     | 1:07    |  |
| 2.             | "Here I Am"                | Kim Ha-yeon Outsidaz Sherry Yi Chris Golightly | Outsidaz Francia Prisci         | 3:41    |  |
| 3.             | "Again..."                 | Hohyeon Y-morris                               | Hohyeon Y-morris                | 3:08    |  |
| 4.             | "Mazeltov"                 | Han Sung-won                                   | Han Sung-won                    |         |  |
| 5.             | "All Day Long (하루종일)"  | Elephant Kingdom Brave Brothers                | Elephant Kingdom Brave Brothers | 3:31    |  |
| 6.             | "Be My Girl"               | ZE:A Outsidaz Chris Golightly                  | Outsidaz                        | 3:51    |  |
| 7.             | "Love Coach"               | Lee Kyung-nam                                  | Roz                             | 3:33    |  |
| 8.             | "Level Up"                 | Jung Byung-gi                                  | Park Geun-tae                   | 3:28    |  |
| 9.             | "New Star"                 | Red Roc A-DUST                                 | Red Roc A-DUST                  | 3:24    |  |
| 10.            | "Man 2 Man"                | Kim Yi-na                                      | Choi Hyun-joon Shinsadong Tiger | 3:36    |  |
| 11.            | "Spacial Day"              | Kim Eun-soo Park Geun-chul                     | Blue Apple Global               | 3:39    |  |
| 12.            | "Here I Am (instrumental)" |                                                | Outsidaz Francia Prisci         | 3:41    |  |
| Duração total: | Duração total:             | Duração total:                                 | Duração total:                  | 40:14   |  |